# Igriés (kommunhuvudort)
Igriés är en kommunhuvudort i Spanien.   Den ligger i provinsen Provincia de Huesca och regionen Aragonien, i den nordöstra delen av landet, 300 km nordost om huvudstaden Madrid. Igriés ligger 607 meter över havet och antalet invånare är 396.
Terrängen runt Igriés är varierad. Runt Igriés är det ganska glesbefolkat, med 34 invånare per kvadratkilometer. Närmaste större samhälle är Huesca, 8,9 km söder om Igriés. Trakten runt Igriés består till största delen av jordbruksmark.